# Етцинген
Етцинген (нім. Ötzingen) — громада в Німеччині, розташована в землі Рейнланд-Пфальц. Входить до складу району Вестервальд. Складова частина об'єднання громад Віргес.
Площа — 5,98 км2. Населення становить 1398 ос. (станом на 31 грудня 2020).